# آنتونیو سانچز
آنتونیو سانچز (اسپانیایی: Antonio Sánchez‎؛ زادهٔ ۱ نوامبر ۱۹۷۱) یک نوازنده اهل مکزیک است.